# Assalmeer
Het Assalmeer is een zeer zout kratermeer, centraal gelegen in Djibouti. Het is het laagste punt van het continent Afrika, en het op een na laagste punt op land op aarde, na de Dode Zee. Het meer ligt 155 meter beneden het zeeniveau, in de Danakildepressie (woestijn). Bovendien is het met een zoutgehalte van 35% het op een na zoutste meer ter wereld, na het Don Juanmeer (40%) maar vóór de Dode Zee (33%). Het meer bestaat uit een droog deel: een zoutvlakte van 68 km² en een vochtig deel van 54 km².

## Waterhuishouding
Het meer wordt incidenteel bij regenval gevoed vanuit wadi's, maar verreweg de grootste aanvoer van water komt uit hete bronnen die via aquifers in een slenk in opbouw verbonden zijn met de Golf van Tadjourah. Op die wijze stroomt er 5-8 m³ per seconde het meer in, met een zoutgehalte van 39 gram/liter, vergelijkbaar met het zeewater in de oceaan.
Het zeewater verdampt in het meer en laat het opgeloste zout achter. Het waterniveau in het meer daalt momenteel geleidelijk, maar de slenk wordt steeds breder, waardoor de hoeveelheid zeewater die naar het meer stroomt, steeds groter wordt en op termijn het gebied rond het meer onder water zal zetten.

## Zoutwinning
Het zout vormt, met een geschatte inhoud van 300 miljoen ton, de grootste aaneengesloten zoutvoorraad aan het aardoppervlak ter wereld, en de winning ervan is een belangrijke bron van inkomsten voor de plaatselijke bewoners. Al sinds eeuwen lopen er belangrijke handelsroutes langs dit meer, en wordt zout door kooplui verhandeld. Sinds 1988 wordt zout er commercieel en industrieel gewonnen; aanvankelijk op kleine schaal maar in 2008 bedroeg de jaarlijkse zoutproductie 6 miljoen ton, en inmiddels wordt er gesproken over plannen om 1000 ton per uur te gaan winnen.
Los van de grootschalige industriële zoutwinning worden in het water zelf knollen van zoutkristallen handmatig geoogst door lokale bewoners, gedroogd, met de hand gesorteerd en als 'zoutparels' verkocht.
Abayameer · Abbemeer · Abijattameer · Afrerameer · Albertmeer · Assalmeer · Awasameer · Bamendjingmeer · Bangweulumeer · Baringomeer · Basakameer · Bittermeren · Cahora Bassa · Chamomeer · Delcommunemeer · Edwardmeer · Fitrimeer · Georgemeer · Guiersmeer · Hajkmeer · Kabambameer · Kabelemeer · Kabwemeer · Karibameer · Kisalemeer · Kitshomponshimeer · Kivumeer · Kokameer · Kyogameer · Lac Rose · Langanomeer · Mai-Ndombemeer · Manantalimeer · Malawimeer · Manyekemeer · Mofwelagune · Mwerumeer · Mweru-Wantipameer · Naivashameer · Nakurumeer · Nassermeer ·   Nyosmeer · Nzilomeer · Shalameer · Tanameer · Tanganyikameer · Tele-meer · Toshkameren · Tshangalelemeer · Tsjaadmeer · Tumbameer · Turkanameer · Upembameer · Victoriameer · Voltameer · Walilupemeer · Zimbambomeer · Ziwaymeer